# Cáustica (óptica)

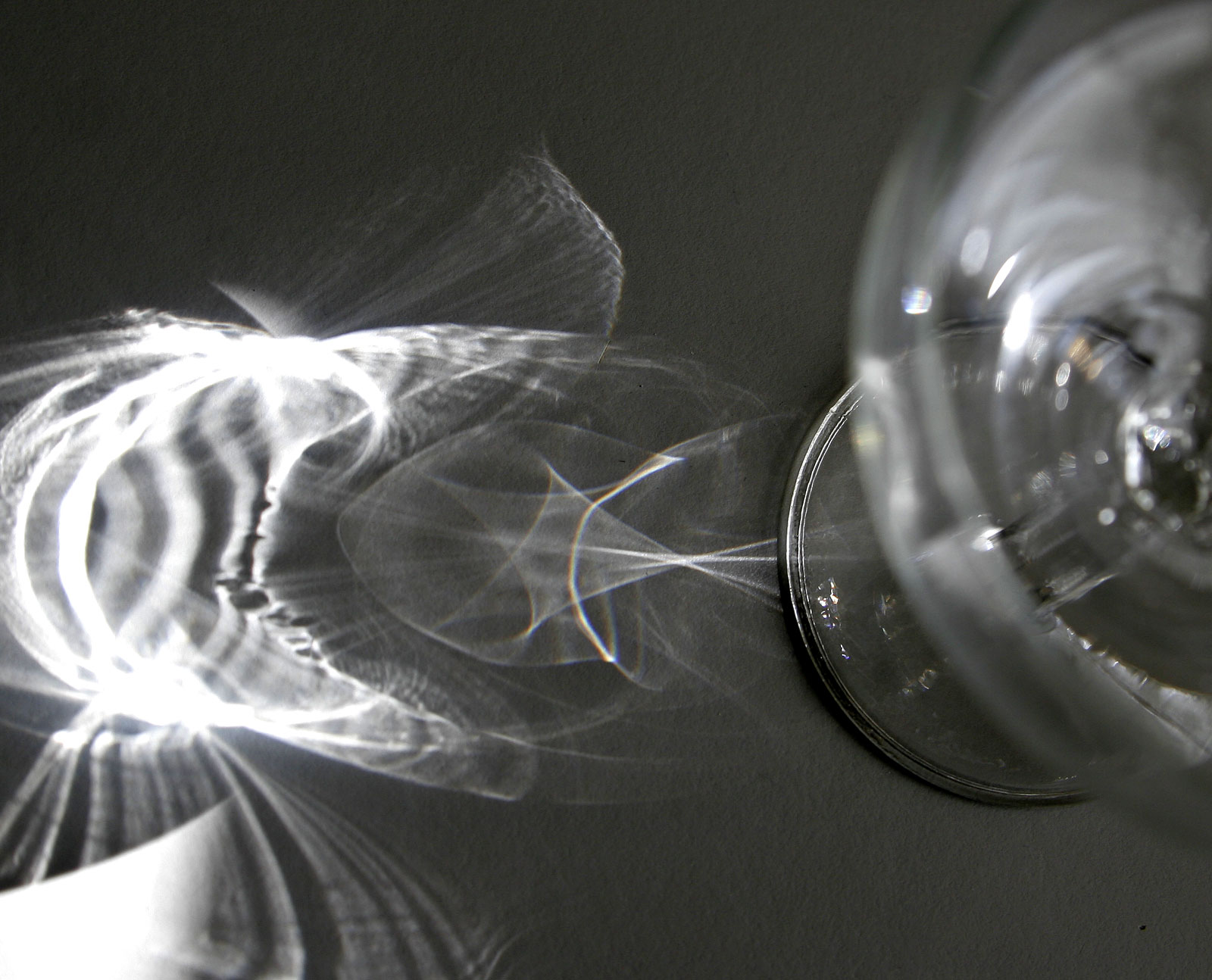
Cáusticas produzidas por um copo de água.

Em óptica, uma cáustica é a superfície dos raios de luz refletidos ou refratados por uma superfície curva ao objeto, ou a projeção dessa superfície de raios em outra superfície. O termo cáustica pode também referir-se à curva na qual os raios de luz são tangentes, determinando uma fronteira da superfície de raios como uma curva de luz concentrada. Portanto na imagem da direita, as cáusticas podem ser os traços de luz ou suas bordas brilhantes. Estas formas normalmente têm pontos singulares cúspide.

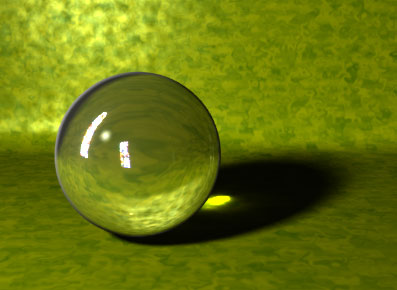
Imagem gerada por computador mostrando iluminação com cáusticas.

Estas concentrações de luz, especialmente de luz solar, podem chegar a queimar. A palavra cáustica provém do grego καυστός, queimar, através do latim, causticus, queimando. Uma situação comum onde se podem observar cáusticas é quando a luz brilha através de um copo de bebida. O copo projeta uma sombra, mas também produz uma região curva de luz brilhante. Em circunstâncias ideais (raios perfeitamente paralelos, de uma origem no infinito), devia-se produzir um pedaço de luz em forma nefroide. As cáusticas por ondas se formam comummente quando a luz brilha através das ondas de um volume de água.
Nos gráficos por computador, a maioria de sistemas de representação podem simular cáusticas. Alguns deles podem simular cáusticas volumétricas. A simulação se consegue traçando raios nos possíveis caminhos do feixe de luz através do cristal, tendo a refração e a reflexão. O mapeamento de fótons é uma implementação deste processo.